# Saint-Jean-Roure
Saint-Jean-Roure é uma comuna francesa na região administrativa de Auvérnia-Ródano-Alpes, no departamento de Ardèche. Estende-se por uma área de 23,99 km². Em 2010 a comuna tinha 267 habitantes (densidade: 11,1 hab./km²).